# Tipula umbra
Tipula umbra är en tvåvingeart som beskrevs av Alexander 1959. Tipula umbra ingår i släktet Tipula och familjen storharkrankar. Inga underarter finns listade i Catalogue of Life.